# In a Mellow Tone (альбом)
In a Mellow Tone — студийный альбом американской певицы Аниты О’Дэй, записанный и выпущенный в 1989 году на лейбле DRG Records Incorporated.
За запись данной пластинки О’Дэй получила свою первую и единственную номинацию на премию «Грэмми» — за лучшее джазовое вокальное исполнение среди женщин.

## Отзывы критиков
| Оценки критиков                            | Оценки критиков |
| Источник                                   | Оценка          |
| ------------------------------------------ | --------------- |
| AllMusic                                   | [ 2 ]           |
| Encyclopedia of Popular Music              | [ 3 ]           |
| MusicHound Jazz: The Essential Album Guide | [ 4 ]           |
| The Rolling Stone Jazz & Blues Album Guide | [ 5 ]           |

Скотт Яноу из AllMusic написал: «Вокалистке чрезвычайно сложно скрывать свой возраст во время пения. 69-летняя Анита О’Дэй на момент записи звучала уже не так, как в 1959 году, но на самом деле это был её лучший сет за последние несколько лет. О’Дэй по-прежнему сохраняла свою привлекательную фразировку и большую часть своего диапазона; она по-прежнему рисковала (её версия „I Cryed for You“ — хороший пример), и её голос звучал счастливо оттого, что она жива, преодолев все трудности. На „Anita’s Blues“ можно почти почувствовать, как уходят годы, когда О’Дэй намекает на свои записи 1940-х годов. Этот прекрасный диск отражает последние годы творчества Аниты О’Дэй, и его стоит изучить».
В рецензии журнала Billboard написали: «В свои 70 лет великий джазовый стилист на момент написания этой статьи поражает публику в нью-йоркском пабе Michael’s. Причины этого хорошо описаны на этой сессии, записанной в Лос-Анджелесе в марте прошлого года».
Из обзора журнала Cash Box: «Ветеран вокала эпохи свинга — подлинный джазовый оригинал — прекрасным голосом исполняет этот милый, непринужденный и всегда зажигательный набор стандартов. Действительно, приятно».
Музыкальный критик Уилл Фридуолд отметил, что на альбоме есть свои моменты, но он уже на шаг ниже, чем предыдущий студийный альбом Misty 1981 года.

## Список композиций
1. «In a Mellow Tone» (Дюк Эллингтон, Милт Гейблер) — 4:20
2. «On the Trail» (Гарольд Адамсон, Ферде Грофе) — 3:43
3. «The Man with a Horn» (Эдди Деланж, Джек Дженни, Бонни Лейк) — 3:24
4. «Once in a While» (Майкл Эдвардс, Бад Грин) — 3:48
5. «A Sleepin’ Bee» (Гарольд Арлен, Трумэн Капоте) — 5:04
6. «I Cried for You» (Гас Арнхайм, Артур Фрид, Эйб Лайман) — 5:48
7. «No Moon at All» (Редд Эванс, Дэйв Манн) — 2:52
8. «Anita’s Blues» (Анита О’Дэй) — 3:45
9. «Gee, Baby, Ain’t I Good to You» (Энди Разаф, Дон Редман) — 4:00
10. «Like Someone in Love» (Джонни Берк, Джимми Ван Хьюзен) — 3:48
11. «More Than You Know» (Эдвард Элиску, Билли Роуз, Винсент Юманс) — 5:30
12. «Lover, Come Back to Me» (Оскар Хаммерстайн II, Зигмунд Ромберг) — 4:55

## Участники записи
- Арфа — Корки Хейл
- Бас-гитара — Брайан Бромберг
- Вокал — Анита О’Дэй
- Перкуссия — Дэйв Блэк
- Саксофон, флейта, синтезатор, аранжировка, дирижёр — Гордон Брискер
- Фортепиано — Пит Джолли
- Ударные — Фрэнк Кэпп